# Pense n.º 160
Pense n.º 160 es un municipio rural canadiense situado en la provincia de Saskatchewan.

## Superficie
Pense n.º 160 tiene una superficie de 840,18 km².

## Demografía
En 2021, tenía 441 habitantes, una densidad poblacional de 0,5 hab./km², y 157 viviendas.